# Lahden kisapuisto
El Lahden kisapuisto (Parque deportivo de Lahti) es un estadio de usos múltiples ubicado en la ciudad de Lahti, Finlandia. Se utiliza principalmente para el fútbol y alberga los partidos en casa del FC Lahti. El estadio fue construido para albergar los Juegos Olímpicos de Helsinki de 1952, posee una capacidad para 4.000 personas.
El estadio se deterioró a lo largo de los años y, como tal, ya no cumple con los estándares actuales para la Primera División Finlandesa, es utilizado actualmente como campo de entrenamiento del FC Lahti.

## Juegos Olímpicos de Helsinki 1952
En los Juegos Olímpicos de Helsinki de 1952, el estadio acogió tres partidos de fútbol.
| Fecha               | Selección #1 | Resultado | Selección #2          | Ronda            | Espectadores |
| ------------------- | ------------ | --------- | --------------------- | ---------------- | ------------ |
| 15 de julio de 1952 | Polonia      | 2–1       | Francia               | Ronda preliminar | 3 752        |
| 16 de julio de 1996 | Luxemburgo   | 5–3       | Reino Unido           | Ronda preliminar | 3 650        |
| 21 de julio de 1996 | Turquía      | 2–1       | Antillas Neerlandesas | Octavos de final | 3 690        |